# Philopterus microsomaticus
Philopterus microsomaticus is een dierluis uit de familie Philopteridae. De soort parasiteert vooral op vogels, zoals de boerenzwaluw (Hirundo rustica).